# Liste der Baudenkmäler in Valley

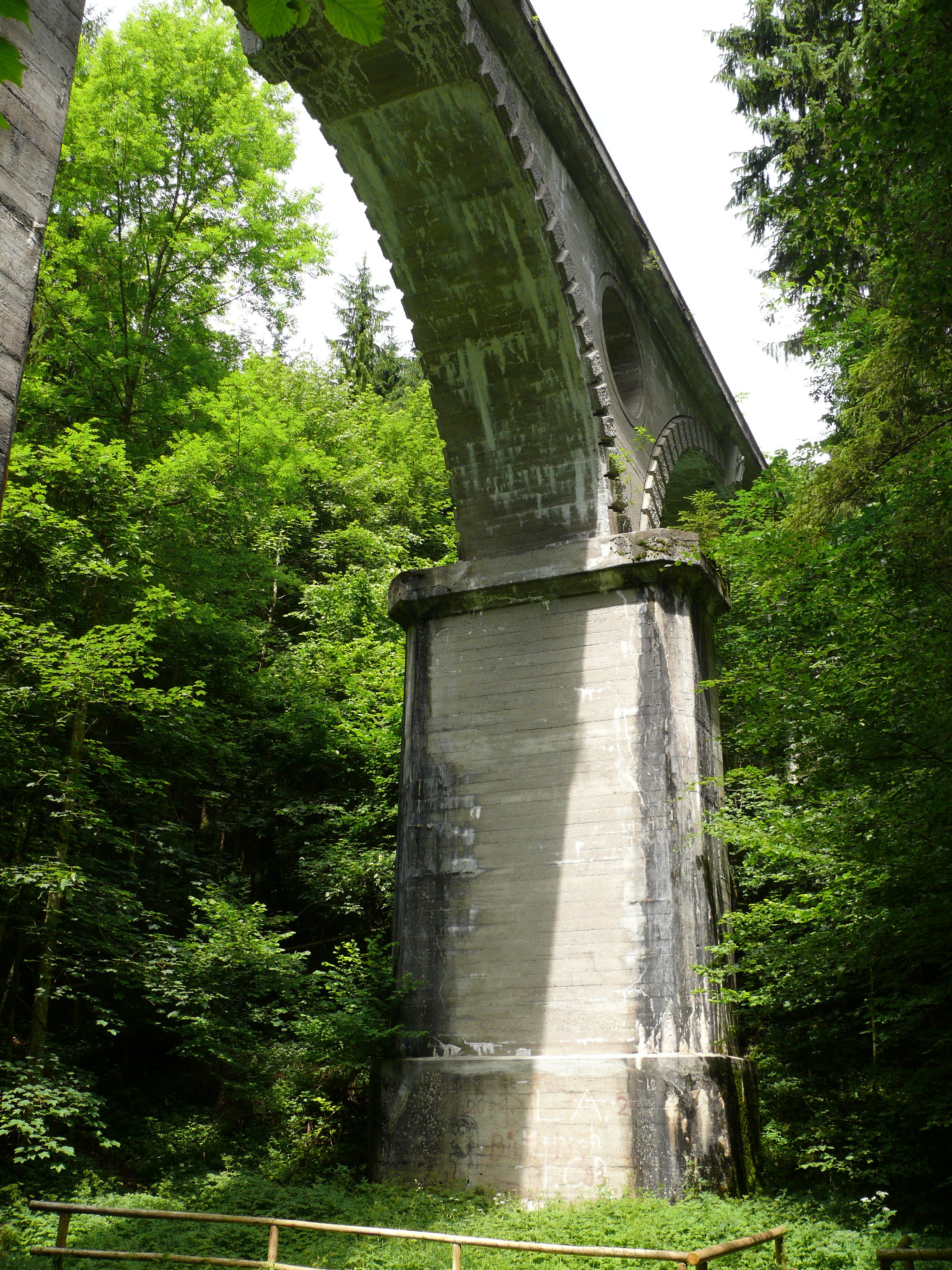
Aquädukt über den Teufelsgraben bei Grub

Auf dieser Seite sind die Baudenkmäler in der oberbayerischen Gemeinde Valley zusammengestellt. Diese Tabelle ist eine Teilliste der Liste der Baudenkmäler in Bayern. Grundlage ist die Bayerische Denkmalliste, die auf Basis des Bayerischen Denkmalschutzgesetzes vom 1. Oktober 1973 erstmals erstellt wurde und seither durch das Bayerische Landesamt für Denkmalpflege geführt wird. Die folgenden Angaben ersetzen nicht die rechtsverbindliche Auskunft der Denkmalschutzbehörde.

## Ensemble Siedlung Kleinkarolinenfeld
Die Siedlung Kleinkarolinenfeld entstand als planmäßige Neugründung in der Zeit weitreichender innerer und äußerer Reformen um 1800; seiner besonderen Anlagenform nach dokumentiert das ehemalige Kolonistendorf noch heute die Entstehung aus dem Geist der Aufklärung.
In diesem Sinn bereits unter Kurfürst Karl Theodor eingeleitete Reformen wurden nach dem Regierungsantritt Max IV. Joseph 1799 und durch dessen Minister Montgelas zu einem umfassenden Reformprogramm erhoben. Dazu gehörte neben der Organisation der Staatsverwaltung, Modernisierung des Schulwesens, Humanisierung des Strafrechts, Toleranz gegenüber allen religiösen Bekenntnissen auch die Entwicklung und Förderung von Kolonisation und Landespflege. In diesem Zusammenhang steht Kleinkarolinenfeld in der Tradition der Theresianischen und Friderizianischen Ödlandkolonisation, die noch in den letzten Regierungsjahren Kurfürst Karl Theodors auf Teile Oberbayerns angewandt und nun von Max IV. Joseph fortgeführt wurde. Ein kurfürstlicher Erlass von 1801 ermöglichte die Vergabe liegender Gründe zu günstigen Konditionen an Exulanten und Besitzlose benachbarter Territorien, denen unter besonderen Konzessionen die Ansiedlung ermöglicht wurde, entweder durch Erweiterung bestehender Ortschaften oder durch planmäßige Anlage neuer Dorfkolonien.
Noch unter Karl Theodor waren gegen Ende des 18. Jahrhunderts erste Kolonien zur Kultivierung des Donaumooses entstanden. 1802 die beiden Kolonistendörfer Groß-Karolinenfeld und Klein-Karolinenfeld – so genannt nach der zweiten Gemahlin Max IV. Joseph, der Prinzessin Karoline Wilhelmine von Baden, mit der auch die evangelische Konfession am Hof Einzug gehalten hatte. Während Großkarolinenfeld zur Kultivierung der Moorgebiete westlich von Rosenheim angelegt wurde, führte die Ansiedlung von Waldarbeiterfamilien inmitten des ausgedehnten Waldgebietes südwestlich von München zur Neubegründung Kleinkarolinenfeld. Auf einem von Kreuzstraße streifenartig nach Norden in den Hofoldinger Forst hineingeführten Kahlschlag von etwa 3 km Länge und 350 m Breite sind 17 Siedlerstellen zu einem geradlinigen, einzeiligen Straßendorf vereint. Das ältere Anwesen Kreuzstraße Nr. 5 (Gasthaus, 1986 nach Brand erneuert) wurde in den Ortsverband integriert. Die mit Ausnahme des auf die Helfendorfer Straße hin orientierten Traufseitbaues Kleinkarolinenfeld Nr. 15 (alt: 23/8) giebelständigen Gehöfte reihen sich ausschließlich auf der Westseite der von Faistenhaar nach Kreuzstraße (N-S) verlaufenden Straße.
Ost-West gerichtete, den Hofstellen anliegende Plangewanne waren derart parzelliert, dass sie den landwirtschaftlichen Eigenbedarf der Siedler decken konnten. In einem Streifen ist die Flur hart aus dem Wald geschnitten und somit eindeutig umgrenzt. Mit der bereits im zweiten Drittel des 19. Jahrhunderts erfolgten teilweisen Verschmälerung der Grundstücke (vgl. die 1856 revidierte Aufmessung des Urkatasters) ist die heutige Form der Fluraufteilung mit 19 Siedlerstellen schon erreicht. Erneuerungen und Zusatzbauten sind innerhalb der einzelnen Hofstellen allerdings seit dem späten 19. Jahrhundert zu konstatieren. Während die bauliche Entwicklung sich noch bis um die Jahrhundertwende und hinein in das Erste Drittel des 20. Jahrhunderts der örtlichen Bauweise anzupassen und die ursprüngliche Gleichartigkeit der Gehöfte zu tradieren sucht, so sind in jüngster Zeit durch Vereinfachung bestehender Bauten und durch vermehrte Neubauten empfindliche Störungen und Substanzverluste eingetreten, vor allem im südlichen Abschnitt der Häuserreihe. Die Einheitlichkeit der Hofstellen selbst mit ihren regelmäßig parzellierten und geradlinig umgrenzten Hausgrundstücken ist jedoch noch immer klar ablesbar.
Zu Valley gehört nur ein sehr kleiner südlich gelegener Teil des Ensembles, der größte Teil zu Aying im Landkreis München.
Aktennummer: E-1-84-137-2

## Baudenkmäler nach Ortsteilen

### Valley
| Lage                           | Objekt                                                                         | Beschreibung | Akten-Nr.     | Bild                                                |
| ------------------------------ | ------------------------------------------------------------------------------ | --- | ------------- | --------------------------------------------------- |
| Aumühler Weg (Standort)        | Hofkapelle der Aumühle                                                         | Rechteckbau mit halbrund geschlossenem Altarraum, zweite Hälfte 18. Jahrhundert; mit Ausstattung | D-1-82-133-3  | weitere Bilder                                      |
| Aumühler Weg (Standort)        | Bildstock                                                                      | Gefasste Marienfigur aus Sandstein (?), in Holzschrein, zweite Hälfte 19. Jahrhundert | D-1-82-133-2  | weitere Bilder                                      |
| Aumühler Weg 4 (Standort)      | Ehemaliges Kleinbauernhaus                                                     | Zweigeschossiger Putzbau mit Satteldach und Balustergiebellaube, Zweite Hälfte 18. Jahrhundert | D-1-82-133-1  | Ehemaliges Kleinbauernhaus                          |
| Graf-Arco-Straße 7 (Standort)  | Ehemaliges Amts-(?) und Schulhaus                                              | Zweigeschossiger langgestreckter Putzbau mit Giebellauben, um 1820/30 | D-1-82-133-4  | Ehemaliges Amts-(?) und Schulhaus                   |
| Graf-Arco-Straße 17 (Standort) | Ehemaliges Gräflich Arco-Valley`sches Forsthaus                                | Zweigeschossiger Putzbau mit Steilwalmdach, 18. Jahrhundert | D-1-82-133-5  | Ehemaliges Gräflich Arco-Valley`sches Forsthaus     |
| Graf-Arco-Straße 19 (Standort) | Schlossgut Valley                                                              | Vierflügelanlage, südöstlich klassizistischer zweigeschossiger Haupt- und Eingangstrakt mit Durchfahrt und Eckrisaliten, um 1835, der Trakt im Kern um 1740, südlicher Wirtschaftsflügel im Kern 17./18. Jahrhundert, rückwärtige Wirtschaftstrakte neuzeitlich; Schlosskapelle, nördlich der Durchfahrt, barock, 1740; mit Ausstattung | D-1-82-133-6  | weitere Bilder                                      |
| Graf-Arco-Straße 20 (Standort) | Gutshof, ehemals zur gräflichen Schlossökonomie gehörig                        | Zweigeschossiger Wohnteil mit Flachsatteldach, befenstertem Kniestock und Giebelbalkon, Heiligenfresken an den Fronten, Wirtschaftsbau mit gewölbten Ställen, um 1850/60 | D-1-82-133-7  | weitere Bilder                                      |
| Graf-Arco-Straße 28 (Standort) | Ehemaliges Herrenhaus des Schlosses, jetzt Gasthaus                            | Schlichter zweigeschossiger Walmdachbau, erste Hälfte 18. Jahrhundert | D-1-82-133-8  | Ehemaliges Herrenhaus des Schlosses, jetzt Gasthaus |
| Graf-Arco-Straße 30 (Standort) | Ehemaliges Gerichts- und Pflegamtsgebäude der Grafschaft Valley, Altes Schloss | Zweigeschossiger Bau mit Steilsatteldach und zwei Bodenerkern an den Ecken der Nordfassade, mittelalterlicher Kernbau im 16. Jahrhundert erweitert, seit 1778 zum sogenannten Alten Schloss ausgestaltet, dabei 1895 Teilabbrüche, seit 1987 Einrichtung als Orgelmuseum Zugehörig Bundwerkstadel, stattlicher Holzständerbau mit überstehendem Flachsatteldach (Verschalung), im Kern um 1785, bezeichnet 1842, 1991 aus Oberdarching, Bergstraße 52, transferiert Zugehörig ehemalige Sägewerkshalle, sogenannte Zollingerhalle, 1923 in Zollbauweise errichtet, 2001 aus Grub, Helfendorfer Straße 2, transferiert | D-1-82-133-9  | weitere Bilder                                      |
| Graf-Arco-Straße 32 (Standort) | Bierkellereingang und Stützmauern                                              | Unterhalb der ehemaligen Burg Valley gelegen, nördlich von Graf-Arco-Straße 30; bezeichnet 1842 | D-1-82-133-10 | Bierkellereingang und Stützmauern                   |
| Höllgraben (Standort)          | Aquädukt der Münchener Wasserleitung                                           | Einbogige Betonkonstruktion über den Höllgraben, bezeichnet 1886 | D-1-82-133-65 | Aquädukt der Münchener Wasserleitung                |
| Schloßberg 1 (Standort)        | Wohnstallhaus                                                                  | Kleinbauernhaus, zweigeschossiger Satteldachbau in Massivbauweise und Holztragwerk in Tenne, von Nicolaus Baum jun. 1863 | D-1-82-133-66 | Wohnstallhaus                                       |
| Talweg (bei Nr. 9) (Standort)  | Pumpenhaus der Schlossbrauerei                                                 | Satteldachbau in Hanglage, verputzte Tuffquader, bezeichnet 1637 oder 1657, 1784, 1889; mit technischer Ausstattung, Pumpwerk von 1889 | D-1-82-133-11 | weitere Bilder                                      |

### Grub
| Lage                                                                                                | Objekt                                 | Beschreibung | Akten-Nr.     | Bild                      |
| --------------------------------------------------------------------------------------------------- | -------------------------------------- | --- | ------------- | ------------------------- |
| Dorfstraße 3 (Standort)                                                                             | Einfirsthof                            | Flachsatteldachbau mit verputztem Blockbau-Obergeschoss und Giebellaube, bezeichnet 1795, Wirtschaftsteil zu Wohnzwecken ausgebaut                           | D-1-82-133-15 | Einfirsthof               |
| Dorfstraße 15 (Standort)                                                                            | Ehemaliges Kleinbauernhaus (Köblergut) | Flachsatteldachbau mit Blockbau-Obergeschoss und Giebellaube, zweite Hälfte 17. Jahrhundert, ehemals Wirtschaftsteil mit Traufbundwerk, Ende 18. Jahrhundert | D-1-82-133-16 | weitere Bilder            |
| Dorfstraße 16 (Standort)                                                                            | Ehemaliges Mittertennhaus              | Zweigeschossiger Blockbau mit Flachsatteldach und Giebellauben, bezeichnet 1728                                                                              | D-1-82-133-17 | Ehemaliges Mittertennhaus |
| Dorfstraße 17 a (Standort)                                                                          | Bildstock                              | Tuffpfeiler, bezeichnet 1743 | D-1-82-133-18 | weitere Bilder            |
| Dorfstraße 24 (Standort)                                                                            | Katholische Filialkirche Sankt Martin  | Barocker Saalbau mit gerundetem Chor und Westturm, von 1722 mit Ausstattung Friedhofsummauerung, aus Tuffblöcken, barock                                     | D-1-82-133-14 | weitere Bilder            |
| Im Teufelsgraben; Nähe Bahnlinie Holzkirchen-Rosenheim; Von Hohendilching nach Grubmühle (Standort) | Aquädukt der Münchener Wasserleitung   | Vierbogige Betonkonstruktion über den Teufelsgraben, 1890 im Mangfallgrund                                                                                   | D-1-82-133-19 | weitere Bilder            |

### Hohendilching
| Lage                                              | Objekt                                 | Beschreibung | Akten-Nr.     | Bild           |
| ------------------------------------------------- | -------------------------------------- | --- | ------------- | -------------- |
| Darchinger Feld (Nähe Hohendilching 3) (Standort) | Stadel                                 | Traufbundwerk und Satteldach, 1. Hälfte 19. Jahrhundert | D-1-82-133-21 | Stadel         |
| Hohendilching 3 (Standort)                        | Ehemaliges Mitterstallhaus             | Zweigeschossiger Flachsatteldachbau mit Lauben, 1791/92 erbaut, 1842 verändert, Wirtschaftsteil spätes 19. Jahrhundert                                          | D-1-82-133-59 | weitere Bilder |
| Hohendilching 6 (Standort)                        | Wohnteil eines Bauernhauses            | Zweigeschossiger Flachsatteldachbau mit traufseitiger Laube und Blockbau-Kniestock, im Kern 1. Hälfte 18. Jahrhundert. Sehr schlechter Zustand (September 2019) | D-1-82-133-64 | weitere Bilder |
| Hohendilching 9 (Standort)                        | Katholische Filialkirche Sankt Andreas | Tuffsteinbau, Langhaus im Kern romanisch, Chor und Turm 15. Jahrhundert, 1640 Barockisierung, 1797 Verlängerung der Anlage; mit Ausstattung                     | D-1-82-133-20 | weitere Bilder |
| westlich von Hohendilching 16 (Standort)          | Bildstock                              | Tuffpfeiler, wohl 17. Jahrhundert; bei Haus Nummer 18 | D-1-82-133-22 | weitere Bilder |

### Mitterdarching
| Lage                      | Objekt                                 | Beschreibung | Akten-Nr.     | Bild           |
| ------------------------- | -------------------------------------- | --- | ------------- | -------------- |
| Am Anger 1 (Standort)     | Bauernhaus                             | Zweigeschossiger Flachsatteldachbau mit befenstertem Kniestock, Giebellauben und reicher Neurenaissance-Putzgliederung, von Grünwald, 1894                                                                                                   | D-1-82-133-27 | weitere Bilder |
| Bahnhofstraße (Standort)  | Bildstock                              | Tuffpfeiler, 2. Hälfte 16. Jahrhundert | D-1-82-133-29 | Bildstock      |
| Bahnhofstraße (Standort)  | Katholische Filialkirche Sankt Michael | Tuffquaderbau, im 14. Jahrhundert als Chorturmkirche errichtet, Chor und Langhaus um 1500; mit Ausstattung; mit Friedhofsummauerung, Tuffquader, erneuert im 19. Jahrhundert; Leichenhaus, Tuffsteinbau mit Vorhalle und Pyramidendach, 1948 | D-1-82-133-26 | weitere Bilder |
| Lindmayrstraße (Standort) | Bildstock                              | Tuffpfeiler, bezeichnet mit 1575 | D-1-82-133-28 | weitere Bilder |

### Mühlthal
| Lage                                           | Objekt                       | Beschreibung | Akten-Nr.     | Bild                  |
| ---------------------------------------------- | ---------------------------- | --- | ------------- | --------------------- |
| Maxlmühle 2 (Standort)                         | Erinnerungstafel             | Aufenthalt des Kronprinzen Maximilian am 24. Juni 1837 | D-1-82-133-30 | weitere Bilder        |
| Maxlmühle 2 (Standort)                         | Brunnentrog                  | mit Mühlrad, bezeichnet 1807 | D-1-82-133-63 | Brunnentrog           |
| Maxlmühle 4; Mangfall; Müllerleiten (Standort) | Ehemaliges Elektrizitätswerk | Zweigeschossiger Satteldachbau mit eisernem Giebelbalkon und eingeschossigem Anbau; Eiserne Hängebrücke mit Wasserleitung; sämtlich erbaut nach Plänen von Oskar von Miller, 1895 | D-1-82-133-62 | weitere Bilder        |
| Flur Mühlthal (Standort)                       | Obelisk                      | am Kasperlbach, Denkmal zur Erinnerung an den Bau der Münchener Wasserversorgung, 1881/83                                                                                         | D-1-82-133-32 | weitere Bilder        |
| Mühlthal 2 (Standort)                          | Brunnentrog                  | Tuff, mit Mühlrad und Hase, bezeichnet 1807 | D-1-82-133-31 | Brunnentrog           |
| Quellenweg 2; Quellenweg 4 (Standort)          | Teile der Einfriedung        | mit fünf bekrönten Postamenten aus dem Klostergarten des ehemals Augustiner-Chorherrenstifts Weyarn, wohl 17. Jahrhundert; im Wirtsgarten des Gasthauses.                         | D-1-82-133-33 | Teile der Einfriedung |

### Oberlaindern
| Lage                                | Objekt                                   | Beschreibung | Akten-Nr.     | Bild                                  |
| ----------------------------------- | ---------------------------------------- | --- | ------------- | ------------------------------------- |
| Sankt-Korbinian-Straße (Standort)   | Katholische Filialkirche Sankt Korbinian | Saalbau mit nicht eingezogenem Chor, um 1500, im 18. Jahrhundert barockisiert, Turm 1891; mit Ausstattung; Friedhofsmauer, Tuffquader                  | D-1-82-133-38 | weitere Bilder                        |
| Sankt-Korbinian-Straße 2 (Standort) | Bildstock                                | Ehemals sogenannte Gerichtssäule, später sogenannte Gedächtnis- und Dankessäule, Tuffsteinpfeiler, mittelalterlich                                     | D-1-82-133-61 | weitere Bilder                        |
| Sankt-Korbinian-Straße 2 (Standort) | Bauernhaus (sogenannt Beim Obermayer)    | Zweigeschossiger Putzbau mit Flachsatteldach, profilierten Balkenköpfen und Giebellaube, Wirtschaftsteil mit Bundwerk, Anfang 19. Jahrhundert          | D-1-82-133-39 | Bauernhaus (sogenannt Beim Obermayer) |
| Sankt-Korbinian-Straße 8 (Standort) | Bauernhaus (sogenannt Beim Hilger)       | Zweigeschossiger Flachsatteldachbau mit verputztem Blockbau-Obergeschoss und Giebellauben, 1813, Wirtschaftsteil 1840, verlängert Ende 19. Jahrhundert | D-1-82-133-40 | weitere Bilder                        |
| Schäfflerweg 1 (Standort)           | Bildstock                                | Tuffpfeiler, wohl noch 18. Jahrhundert, mit Kruzifix, bezeichnet 1835                                                                                  | D-1-82-133-41 | weitere Bilder                        |

### Schmidham
| Lage                                     | Objekt                                                                         | Beschreibung | Akten-Nr.     | Bild                                 |
| ---------------------------------------- | ------------------------------------------------------------------------------ | --- | ------------- | ------------------------------------ |
| Mühlesler (östlich des Ortes) (Standort) | Bildstock                                                                      | Tuffpfeiler, 17./18. Jahrhundert | D-1-82-133-43 | Bildstock                            |
| Schmidham 10 (Standort)                  | Katholische Filialkirche Sankt Sebastian und Sankt Rochus, ehemals Pestkapelle | Kleiner Saalbau mit Dachreiter, 1634; mit Ausstattung; Friedhofsummauerung, 17. Jahrhundert Obergeschoss und Laube, teilweise verputzt, im Kern Ende 16. Jahrhundert | D-1-82-133-42 | weitere Bilder                       |
| Schmidham 13 (Standort)                  | Bauernhaus (sogenannt Beim Arnhofer)                                           | Blockbau-Obergeschoss, teilweise verputzt, im Kern Ende 16. Jahrhundert                                                                                              | D-1-82-133-44 | Bauernhaus (sogenannt Beim Arnhofer) |

### Unterdarching
| Lage                           | Objekt                                          | Beschreibung | Akten-Nr.     | Bild                       |
| ------------------------------ | ----------------------------------------------- | --- | ------------- | -------------------------- |
| Alpenblickstraße 11 (Standort) | Bauernhaus                                      | Zweigeschossiger Blockbau, bezeichnet 1698, mit traufseitiger Laube und Giebellaube, 2. Hälfte 19. Jahrhundert, Wirtschaftsteil mit Hakenschopf und Bundwerk, Ende 18. Jahrhundert | D-1-82-133-47 | Bauernhaus                 |
| Feldweg 2 (Standort)           | Bildstock                                       | Tuffpfeiler, bezeichnet 1820; an der Straße nach Weyarn; bei der Abzweigung nach Valley                                                                                            | D-1-82-133-53 | Bildstock                  |
| Graf-Arco-Straße 2 (Standort)  | Pfarrhaus                                       | Zweigeschossiger Putzbau mit Satteldach und geschnitzter Haustür, 1825 | D-1-82-133-48 | Pfarrhaus                  |
| Hafnerstraße 13 (Standort)     | Bildstock                                       | Tuffpfeiler, bezeichnet 1821; Ecke Hafner-/Dilchinger Straße | D-1-82-133-51 | Bildstock                  |
| Mühlfeldstraße (Standort)      | Hofkapelle                                      | Schlichter Bau mit Dachreiter, Ende 19. Jahrhundert | D-1-82-133-50 | Hofkapelle                 |
| Mühlfeldstraße 1 (Standort)    | Ehemaliges Kleinbauernhaus                      | Flachsatteldachbau mit zweigeschossigem Blockbau, traufseitiger Laube und Giebellaube, 2. Viertel 18. Jahrhundert, ehemals Wirtschaftsteil zu Gewerbe- und Wohnzwecken ausgebaut   | D-1-82-133-49 | Ehemaliges Kleinbauernhaus |
| Münchner Straße (Standort)     | Katholische Pfarrkirche St. Johannes der Täufer | Saalbau mit Nordturm aus Tuffsteinquadern, 1505, 1726 erweitert und barockisiert; mit Ausstattung; Friedhofsummauerung aus Tuffquadern, barock                                     | D-1-82-133-46 | weitere Bilder             |
| Münchner Straße 2 (Standort)   | Getreidekasten                                  | Zweigeschossiger Blockbau, 1. Hälfte des 18. Jahrhunderts, altüberbaut durch Remise mit angezogener Balusterlaube. Straße/Brunnenweg.                                              | D-1-82-133-55 | weitere Bilder             |
| Münchner Straße 5 (Standort)   | Bildstock                                       | Tuffsäule, wohl 17. Jahrhundert | D-1-82-133-52 | Bildstock                  |

### Andere Ortsteile
| Lage                                         | Objekt                                     | Beschreibung | Akten-Nr.     | Bild                               |
| -------------------------------------------- | ------------------------------------------ | --- | ------------- | ---------------------------------- |
| Anderlmühle Anderlmühle 1, 1 a (Standort)    | Ehemaliges Kleinbauernhaus, jetzt Wohnhaus | Südteil zweigeschossiger Blockbau, mit Laube, bezeichnet 1655; zugehörig ehemals Bauernhaus, jetzt Wohnhaus, zweigeschossiger Blockbau mit Laube und Giebellaube, Anfang 17. Jahrhundert, 1978 aus Otterfing transferiert | D-1-82-133-12 | weitere Bilder                     |
| Fentberg Fentberg 2 (Standort)               | Bauernhaus                                 | Flachsatteldachbau mit Blockbau-Obergeschoss und Laube, 2. Viertel 18. Jahrhundert, Wirtschaftsteil zu Wohnzwecken ausgebaut                                                                                              | D-1-82-133-13 | Bauernhaus                         |
| Kreuzstraße Römerstraße 1 (Standort)         | Kapelle St. Magdalena                      | Schlichter Rechteckbau mit Dachreiter, 1. Hälfte 19. Jahrhundert; mit Ausstattung | D-1-82-133-23 | weitere Bilder                     |
| Neustadl Farnbachweg; Standbichel (Standort) | Bildstock                                  | Weiße Marter, Tuffpfeiler, 16. Jahrhundert | D-1-82-133-35 | Bildstock                          |
| Neustadl Flur Neustadl (Standort)            | Hofkapelle                                 | Schlichter Bau mit Rundbogennische im Giebel, 1. Hälfte 19. Jahrhundert; mit Ausstattung | D-1-82-133-34 | Hofkapelle                         |
| Oberdarching Bergstraße 5 a (Standort)       | Ehemals Kuratenhaus, dann Pfarrhof         | Langgestreckter, zweigeschossiger Bau mit Walmdach, 1825 | D-1-82-133-36 | Ehemals Kuratenhaus, dann Pfarrhof |
| Oberdarching Bergstraße 46 (Standort)        | Bauernhaus                                 | Flachsatteldachbau mit Blockbau-Obergeschoss, Laube und Giebellaube, Wirtschaftsteil mit Traufbundwerk, 2. Viertel 18. Jahrhundert, Erneuerung des Wirtschaftsteils 1. Hälfte 19. Jahrhundert                             | D-1-82-133-37 | weitere Bilder                     |
| Sollach Sollach 2 (Standort)                 | Kapelle Sankt Rochus und Sankt Sebastian   | Saalbau mit halbrund geschlossenem Chor und Dachreiter, 1797; mit Ausstattung | D-1-82-133-45 | weitere Bilder                     |
| Unterlaindern In Unterlaindern (Standort)    | Bildstock                                  | Tuffpfeiler mit Zwiebelaufsatz, wohl 18. Jahrhundert | D-1-82-133-54 | Bildstock                          |

## Ehemalige Baudenkmäler
In diesem Abschnitt sind Objekte aufgeführt, die früher einmal in der Denkmalliste eingetragen waren, jetzt aber nicht mehr. Objekte, die in anderem Zusammenhang – also z. B. als Teil eines Baudenkmals – weiter eingetragen sind, sollen hier nicht aufgeführt werden. Aktennummern in diesem Abschnitt sind ehemalige, jetzt nicht mehr gültige Aktennummern.

| Lage                                 | Objekt                             | Beschreibung | Akten-Nr.       | Bild           |
| ------------------------------------ | ---------------------------------- | --- | --------------- | -------------- |
| Kreuzstraße Kreuzstraße 1 (Standort) | Ehemalige Schmiede                 | Profilierte Balkenköpfe, Anfang 19. Jahrhundert. Schmiedewerkstatt mit mittelsteilem Dach, Ende 19./Anfang 20. Jahrhundert, der Amboss bezeichnet mit dem Jahr 1801 | D-1-82-133-24 ? | BW             |
| Kreuzstraße Kreuzstraße 5 (Standort) | Gasthaus und ehemaliges Bauernhaus | Bartewirt, Wohnteil mit nachbarocken Putzband- und Rahmengliederungen, profilierte Balkenköpfe, wohl Anfang 19. Jahrhundert                                         | D-1-82-133-25 ? | weitere Bilder |